# جامعة الاتحاد الاسترالي
جامعة الاتحاد الأسترالي هي جامعة عامة في أستراليا تأسست عام 1994. تقع في مدينة بالارات.

## إحصائيات
يبلغ عدد طلاب الجامعة 23,187 طالب.